# Championnat de La Réunion de football 1958
Le Championnat de La Réunion de football 1958 était la 9e édition de la compétition qui fut remportée par la SS Saint-Louisienne. Il n'y a aucun club relégué car le championnat passe de 10 à 16 clubs pour la saison suivante.

## Classement
Contrairement à la saison précédente, une victoire vaut 3 points, un match nul vaut deux points, une défaite vaut un point. Pour un forfait ou une pénalité, aucun point n'est attribué.
| Rang | Équipe                 | Pts | J | G | N | P | Bp | Bc | Diff |
| ---- | ---------------------- | --- | - | - | - | - | -- | -- | ---- |
| 1    | SS Saint-Louisienne    |     |   |   |   |   |    |    |      |
| 2    | SS Jeanne d'Arc (C)    |     |   |   |   |   |    |    |      |
| 3    | JS Saint-Pierroise (T) |     |   |   |   |   |    |    |      |
| 4    | SS Charles de Foucauld |     |   |   |   |   |    |    |      |
| 5    | SS Escadrille (P)      |     |   |   |   |   |    |    |      |
| 6    | SS Faucons (P)         |     |   |   |   |   |    |    |      |
| 7    | SS Juniors Dionysiens  |     |   |   |   |   |    |    |      |
| 8    | SS Patriote            |     |   |   |   |   |    |    |      |
| 9    | SS Royal Star          |     |   |   |   |   |    |    |      |
| 10   | SS Indépendente        |     |   |   |   |   |    |    |      |

|  | Relégation en 2e division |